# عويشة (مسلسل)
عويشة هو مسلسل بحريني تراثي درامي أنتج في 2003 للكاتب راشد الجودر، أخرجه عبدالله يوسف. وهو مسلسل يقع في 15 حلقة وهو يقوم على خطين متوازيين يتناول احدهما قصة عويشة السقاية التي تلتقي في أحد المنازل بشاعر شاب يضطر والده إلى حبسه في الحجرة المعدة لاستقبال الضيوف والتي عادة ما توجد في المنازل القديمة وذلك في احداث تراثية مركبة اما الخط الثاني في المسلسل فهو عبارة عن 15 قصة مختلفة يتم فيها تناول موضوعات شتى من الشكل التراثي.

## الممثلون
- أحلام محمد
- جمعان الرويعي
- مبارك خميس
- إبراهيم بحر

ونخبة من الممثلين المعروفين البحرينيين.